# Raïon de Pogar
Le raïon de Pogar (russe : Пога́рский райо́н, Pogarski raïon) est une subdivision administrative   (raïon) de l'oblast de Briansk en Russie. Son centre administratif est la commune urbaine de Pogar.

## Géographie
Le raïon de Pogarsky se situe dans le sud de l'oblast. Il est limitrophe à l'ouest, du raïon de Starodoub, à l'est du raïon de Trubchevsky (en) au nord du raïon de Pochepsky (en).
Le raïon s'étend sur 1 196 km2.

## Démographie
| Année de recensement | population |
| -------------------- | ---------- |
| 2021                 | 29 424     |
| 2010                 | 28 333     |
| 2002                 | 35 588     |
| 1989                 | 37 523     |

La population de Pogar représente 32,2% de la population totale du raïon.

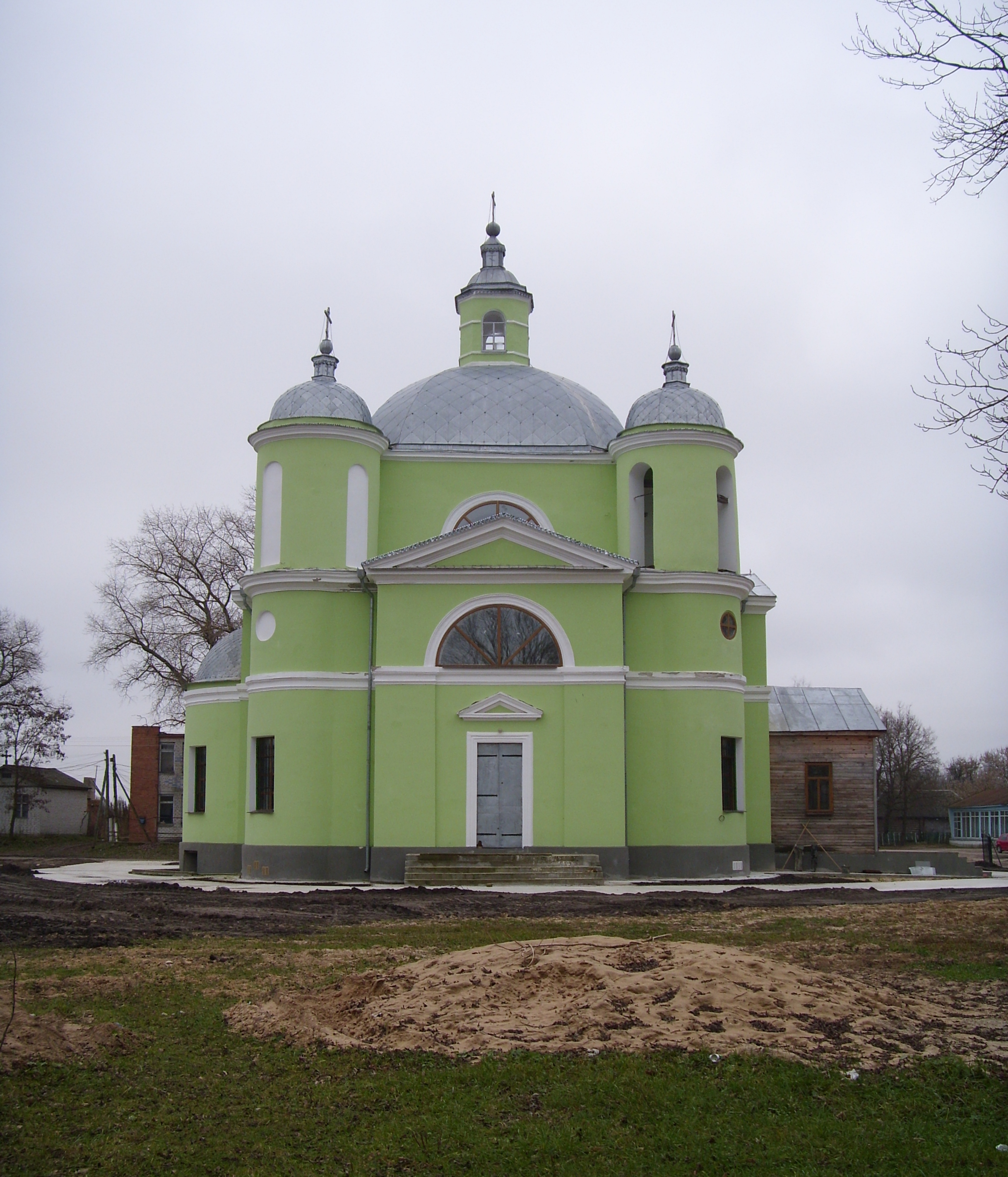
L'église de la Trinité à Grinyovo

## Personnalités liées
- Sol Hurok (1888-1974)